# خرمدرق
خرمدرق یکی از روستاهای استان آذربایجان شرقی است که در دهستان چاراویماق مرکزی بخش مرکزی شهرستان چاراویماق واقع شده‌است.این روستا ۲۸۶ نفر جمعیت دارد.